# Могілевець Юрій Євгенович
Юрій Євгенович Могілевець (? — 20 жовтня 2020) — український доброволець, військовослужбовець, полковник Збройних сил України, учасник російсько-української війни. Лицар ордена Богдана Хмельницького III ступеня (2015).

## Життєпис
Артилерист. Командував реактивною бригадою на полігоні «Близнюки». 2005 року звільнився із Збройних сил України. У 2014 році повернувся на службу на прохання командира 23-го батальйону ТрО Бориса Лормана. Доброволець 5-ї хвилі мобілізації.
У 2014—2015 роках був командиром 23-го окремого мотопіхотного батальйону «Хортиця».

## Нагороди
- орден Богдана Хмельницького III ступеня (25 грудня 2015) — за особисту мужність і самовідданість, виявлені у захисті державного суверенітету та територіальної цілісності України, високий професіоналізм, вірність військовій присязі[3].